# Gmina Cieszków
Die Gmina Cieszków [ˈʨɛʃkuf] ist eine Landgemeinde im Powiat Milicki der Woiwodschaft Niederschlesien in Polen. Ihr Sitz ist das gleichnamige Dorf (deutsch Freyhan) mit etwa 1800 Einwohnern.

## Geographie

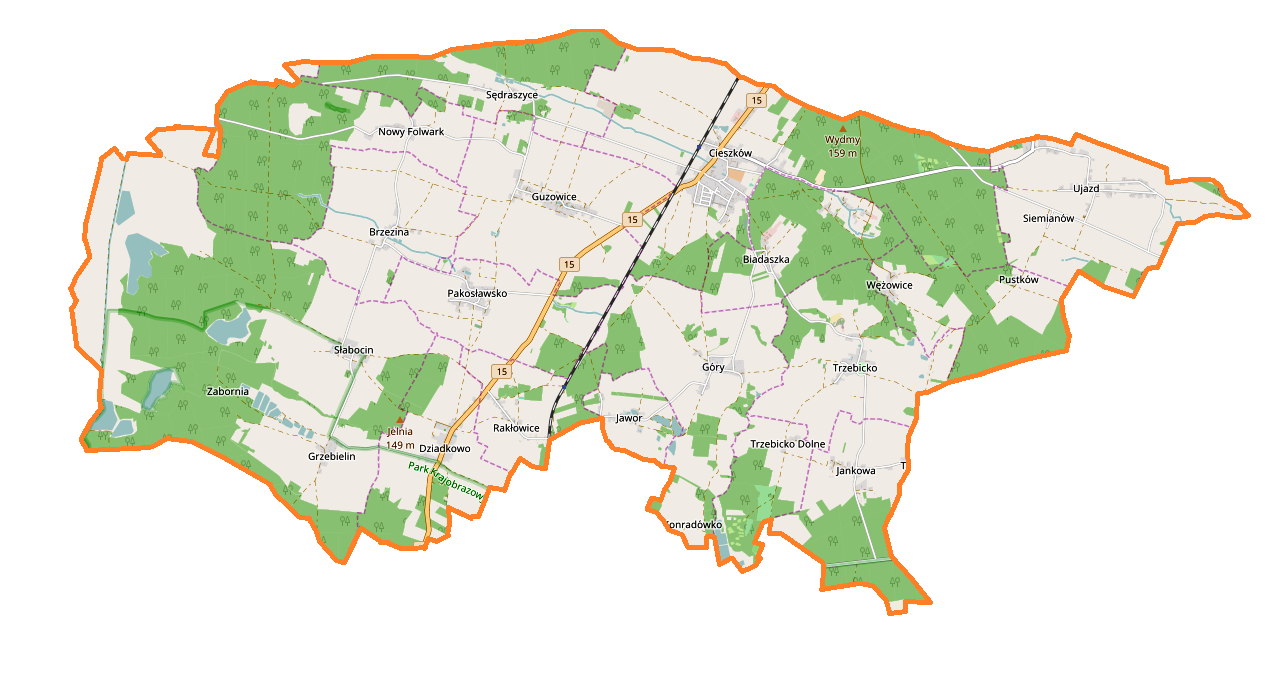
Karte der Gemeinde

Die Gemeinde liegt im Nordosten der Woiwodschaft Niederschlesien und grenzt im Westen und Norden an die Woiwodschaft Großpolen. Nachbargemeinden sind dort Jutrosin im Westen, Zduny im Norden, Sulmierzyce im Nordosten und in der Woiwodschaft Niederschlesien Milicz im Süden. Die Kreisstadt Milicz (Militsch) liegt fünf Kilometer südlich, Breslau etwa 40 Kilometer südlich.

## Geschichte
Die Landgemeinde wurde 1973 aus Gromadas wieder gebildet. Das Gebiet der Woiwodschaft Breslau wurde 1975 erheblich verkleinert, der Powiat aufgelöst. Zum 1. Januar 1999 kam die Gemeinde zur Woiwodschaft Niederschlesien und zum wieder errichteten Powiat Milicki.

## Gliederung
Die Landgemeinde (gmina wiejska) Cieszków besteht aus 18 Dörfern mit einem Schulzenamt (sołectwo; deutsche Namen, amtlich bis 1945):
- Biadaszka (Peadauschke, eingemeindet nach Freyhan ab 1937 Freyhan Ost)
- Brzezina (Breschine-Freyhan, 1936–45: Grünweiler)
- Cieszków (Freyhan)
- Dziadkowo (Altenau)
- Góry (Guhre, 1936–45: Konradshöh)
- Grzebielin (Grebline, 1937–45: Langendamm)
- Guzowice (Kuschwitz, 1937–45: Hellefeld N. S.)
- Jankowa (Jantkawe, 1937–45: Hansdorf)
- Jawor (Jawor, 1936–45: Erlgrund)
- Nowy Folwark (Neuvorwerk)
- Pakosławsko (Bogislawitz, 1936–45: Altmühlgrund)
- Rakłowice (Rackelsdorf)
- Sędraszyce (Sandraschütz, 1936–45: Deutschwalde)
- Słabocin (Schlabotschine, 1939–45: Grunewald)
- Trzebicko (Strebitzko, 1936–45: Hochrode)
- Ujazd (Ujast, 1935–45: Kreisau)
- Wężowice (Wensewitz)
- Zwierzyniec (Thiergarten)

Weitere Orte sind Pustków (Schadehof), Trzebicko Dolne (Nieder-Strebitzko, 1936–45: Niederrode), Trzebicko-Piaski (Santomischel / Wohnort zu Strebitzko, 1936–45: Kleinrode) und Zymanów (früher Siemianów, dann Sämannshof).

## Verkehr
Die Landesstraße DK15 führt von der Kreisstadt nach Krotoszyn (Krotoschin) in Großpolen. Der nächste internationale Flughafen ist Breslau. – Der Bahnhof Cieszków und Rakoniewice Milickie (in Rakłowice) an der Bahnstrecke Oleśnica–Chojnice werden nicht mehr bedient.